# Кишварда
Кишва́рда (венг. Kisvárda) — маленький городок в медье Сабольч-Сатмар-Берег, в регионе Северный Альфёльд на крайнем востоке Венгрии на границе с Украиной. Население — 17 000 жителей.

## История
Кишварда был известен в Средние века как Варда или Варада. Префикс «киш» по-венгерски означает «маленький», он был добавлен позднее, чтобы отличать город от другого, Надь Варада (ныне Орадя в Румынии), с префиксом «надь», означающим «великий».
До Второй мировой войны в Кишварде была большая еврейская община, представляющая около 30 % населения города. В 1944 году они были согнаны в гетто и высланы в Освенцим, где большинство погибло. После войны небольшая еврейская община была восстановлена. Бывшая синагога, остающаяся одной из значительных исторических построек в городе, теперь является местным историческим музеем, известным как музей «Retkozi».

## Экономика
Исторически Кишварда был торговым городом, были развиты лёгкая промышленность, виноделие. Через город проходит одна из основных железнодорожных дорог, идущая из столицы Венгрии Будапешта до Украины. Также Кишварда привлекает туристов своими геотермальными источниками и руинами средневековых замков.

## Население
| Год  | Численность | Численность |
| ---- | ----------- | ----------- |
| 2013 | 16 888      | [ 2 ]       |
| 2014 | 16 706      | [ 3 ]       |
| 2018 | 16 084      | [ 4 ]       |
| 2021 | 15 432      | [ 5 ]       |
| 2022 | 15 095      | [ 6 ]       |
| 2023 | 14 990      | [ 7 ]       |
| 2024 | 14 888      | [ 1 ]       |

## Города-побратимы
- Кармиэль, Израиль
- Кралёвски Хлмец, Словакия
- Прин-ам-Кимзее, Германия
- Стшижув, Польша
- Тыргу-Секуйеск, Румыния
- Хильдбургхаузен, Германия